# فره‌کش علیا
فره‌کش علیا، روستایی از توابع بخش زاغه شهرستان خرم‌آباد در استان لرستان ایران است.

## جمعیت
این روستا در دهستان زاغه قرار دارد و بر اساس سرشماری مرکز آمار ایران در سال ۱۳۸۵، جمعیت آن ۹۶ نفر (۲۴ خانوار) بوده‌است.